# Îlot Gabriel
Îlot Gabriel (Englisch Gabriel Island) ist eine zum Staat Mauritius gehörende Insel. Sie weist eine Fläche von 42,2 Hektar auf. Sie liegt etwa 11 km nordöstlich von Cap Malheureux auf Mauritius. In der Nähe liegen die Inseln Round Island, Île aux Serpents und Coin de Mire. Bei Ebbe ist die nur wenige Meter entfernte Insel Flat Island zu Fuß zu erreichen. Nördlich von Flat Island liegt sich die kleine Felseninsel Pigeon House Rock. 
Auf der Insel befinden sich einige Sonnenliegen sowie ein gedecktes Picknickhäuschen. Die Insel wird touristisch genutzt. Die meisten Touristen kommen zum Schnorcheln zwischen der Îlot Gabriel und der Île Plate. Besonders Katamarane sind häufig anzutreffen. 
Die Insel ist unbewohnt und ein Naturschutzgebiet.